# NGC 1620
NGC 1620 je galaksija u zviježđu Eridanu.

## Vanjske poveznice
- SEDS: NGC 1620